# Deathmarch
Albums de Marduk
Plague Angel
(2004) Warschau
(2006)
Deathmarch est le quatrième EP du groupe de black metal suédois Marduk. L'album est sorti en décembre 2004 sous le label Regain Records.
Les titres Steel Inferno, The Hangman of Prague et Throne of Rats proviennent de l'album Plague Angel. Ils ont été ré-enregistrés pour l'EP.
L'EP est intitulé Deathmarch en référence à un titre portant ce nom, provenant de leur album Plague Angel.

## Musiciens
- Mortuus – chant
- Morgan Steinmeyer Håkansson – guitare
- Magnus « Devo » Andersson – basse
- Emil Dragutinovic – batterie

## Liste des titres
1. Steel Inferno (version alternative) – 2:13
2. Tod and Vernichtung – 3:29
3. The Hangman of Prague – 2:52
4. Throne of Rats – 2:55